# Ptaszniki (Koźliny)
Ptaszniki – nieoficjalny przysiółek wsi Koźliny w Polsce położony w województwie pomorskim, w powiecie gdańskim, w gminie Suchy Dąb
Miejscowość leży na obszarze Żuław Gdańskich. Ptaszniki wchodzą w skład sołectwa Koźliny.
W latach 1975–1998 miejscowość administracyjnie należała do województwa gdańskiego.
W bezpośrednim sąsiedztwie miejscowości znajdują się ponadstuletnie wały przeciwpowodziowe, chroniące pobliskie Żuławy Gdańskie. W Ptasznikach znajduje się strażnica wałowa.